# Mahala Rai Banda
Mahala Raï Banda ist eine Roma-Band aus Bukarest, die 2004 von dem rumänischen Geiger und Komponisten Aurel Ioniță und dem belgischen Musikproduzenten Stéphane Karo gegründet wurde. Das Wort mahala stammt von arabisch Mahalla (Stadtviertel) und bedeutet im Rumänischen Ghetto, Slum. Raï ist ein indisches Wort, das von in Rumänien lebenden Roma entlehnt wurde. Der Begriff bezeichnet jemanden oder einen Sachverhalt, dessen Know-how bzw. Autorität von allen anerkannt wird. Es bezieht sich auf die Gruppe der Roma-Musiker (Lăutari), die als eine Art Aristokratie unter den rumänischen Roma gilt.

## Geschichte und musikalische Erfolge
Aurel Ionita stammt aus einer Familie von Lăutari aus dem Dorf Clejani. Er ist mit mehreren Mitgliedern der Musikgruppe Taraf de Haïdouks verwandt. Der Plan bei der Bandgründung war, die traditionelle Musik aus Clejani mit der Roma-Blechblasmusik aus dem Osten Rumäniens zu verbinden und gleichzeitig mit weiteren Musikstilen zu kombinieren. Dafür rekrutierten Ionita und Karo Musiker aus den Romavierteln außerhalb von Bukarest und pensionierte Armee-Musiker aus Moldawien, die man in einem deutschen Restaurant entdeckte. Die Band spielt vom Balkan beeinflusste Musik. Zu den Instrumenten der Band gehören Violinen, Akkordeon, Zymbal und Blechblasinstrumente. Ihr Stil umfasst eine Mischung aus traditioneller Popmusik und vom Balkan beeinflusster Clubmusik (Balkan Beats). Ihre Musik ist bekannt für Arrangements, traditionelle Elemente und Club-Elemente.
Mahala Raï Bandas selbstbetiteltes Debütalbum wurde 2004 in Bukarest aufgenommen. Das Album wurde in Zusammenarbeit mit Stéphane Karo produziert und Anfang 2005 auf Crammed Discs veröffentlicht. Es kam auf Platz 24 der besten Alben des Musikmagazins Songlines und stieg auf Platz 3 der World Music Charts Europe. Nach Auftritten in DJ Shantels Bucovina Club im Schauspiel Frankfurt, entstand 2005 ein Remix des Songs Mahalageasca, dessen Produktion und Mischung Stefan Hantel und Marcus Darius durchführten. Der Song erschien auf Shantels Kompilation Bucovina Club Vol. 2, der Kompilation Buddha Bar und wurde für den Soundtrack des  britisch-amerikanischen Spielfilms Borat verwendet. Mahalageasca wurde ein internationaler Hit.
Das zweite Album Ghetto Blasters entstand 2009 in Berlin und Bukarest und wurde von Henry Ernst sowie Marc Elsner produziert, aufgenommen und gemischt. Das Album erschien im Oktober 2009 bei Asphalt Tango Records und kletterte auf den 2. Platz in den World Music Charts Europe. Das Musikmagazin Songlines listete es unter den Top Ten der besten Alben des Jahres 2009.

## Bedeutung in Balkan-Pop und Film
Seit der Veröffentlichung ihres Debütalbums hat Mahala Raï Banda über 200 Konzerte in 26 Ländern gegeben und trat bei großen Festivals, in Clubs und Konzertsälen auf. Ihr Song Mahalageasca wurde neben seiner prominentesten Verwendung im Film Borat auch in mehreren anderen Filmen und Werbekampagnen eingespielt. Mahala Raï Banda ließ Tracks auch von Produzenten elektronischer Musik und Künstlern wie Nouvelle Vague, Felix B, Balkan Beat Box, DJ Click, Russ Jones und Shantel remixen. Die meisten dieser Überarbeitungen erschienen als Teil der Electric-Gypsyland-Alben. Songs von Mahala Raï Banda wurden auf internationalen Kompilationen veröffentlicht, wie Buddha Bar (Frankreich), Bucovina Club (Deutschland), Balkan Bangers and Gypsy Beats (Großbritannien), Balearic Bisquits (Dänemark) und Balkanology (Südafrika), Rough Guide to Eastern Europe (Großbritannien), Roman Sun (Serbien), Balkan Beats (Deutschland), Latin Quarter (Frankreich) und Gypsy Bar (USA). Mahala Raï Banda war seit 2009 Teil der The Gypsy Queens and Kings-Tour und wurde 2011 im Plattformspiel LittleBigPlanet 2 vorgestellt. Die Band spielte bereits bei Konzerten von Lenny Kravitz,  Mariah Carey, Jimmi Cliff und den Scorpions.

## Diskografie
- 2004: Mahala Rai Banda
- 2004: Electric Gypsyland
- 2006: Electric Gypsyland 2
- 2006: Borat. Cultural Learnings of America for Make Benefit Glorious Nation of Kazakhstan (Soundtrack)
- 2008: Ghetto Blasters
- 2010: Lacrima de Jar (mit Monica Anghel)
- 2013: Balkan Reggae (Single)
- 2014: Buddha Bar VII

## Filmografie
- 2012: Balkan Melodie (Dokumentation)[12]